# Mine de Luisenthal
La mine de Luisenthal est une mine souterraine de charbon située en Allemagne, près de Völklingen dans la Sarre, qui a commencé à fonctionner en 1820 et a cessé d'extraire du charbon le 17 juin 2005.
Le 7 février 1962, une explosion causa la mort de 299 mineurs et blessa 70 autres,,,,.